# Бояри Молдавії та Валахії

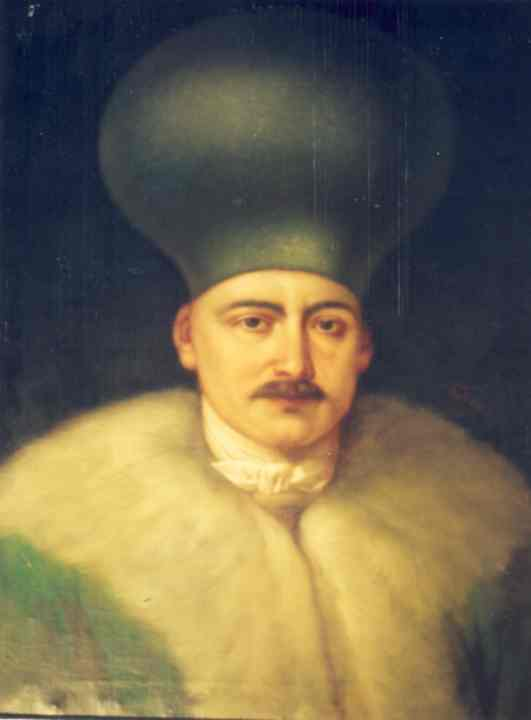
Ворнік Шербан Ґрадіштяну в кавпаку, що свідчить про його боярський статус

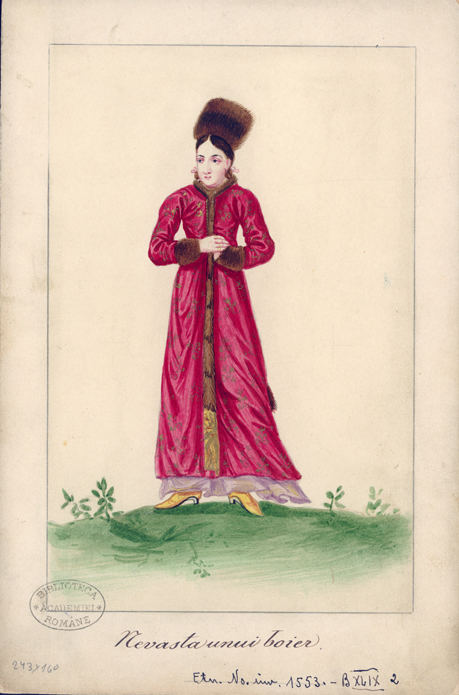
Боярська дружина; малюнок 1729 року

Бояри Молдавії та Валахії — шляхта Дунайських князівств Молдавії та Валахії. Титул або успадковувався, або надавався господарем, часто разом із адміністративною функцією. Бояри мали значну частину політичної влади в князівствах і саме вони до епохи фанаріотів обирали господаря. Таким чином, до ХІХ століття система влади у князівствах коливалася між олігархією та автократією з владою, зосередженою в руках господаря.

## Витоки
Протягом Середньовіччя румуни жили в автономних громадах під назвою обште, які змішували приватну та спільну власність, використовуючи систему відкритого поля. Приватна власність на землю набула поширення в XIV та XV століттях, що призвело до розбіжностей у громаді в напрямку стратифікації членів громади.
Назва «бояри» (румунською boier; інституція називається boierie) була запозичена від Русі та королівства Руського, яка мала значну владу та вплив на Молдавію, частина еліти якої походила з руських родів.
Створення феодального володіння, в якому поміщиків називали боярами, відбувалося здебільшого через систему даній («пожертв»): господарі віддавали цілі села військовим слугам, узурпуючи право власності обшти. До XVI століття кілька вільних сіл були насильно захоплені боярами, тоді як деякі люди були змушені погодитися стати кріпаками (див. Кріпацтво в Молдавії та Валахії) через голод, навали, високі податки, борги, що ще більше погіршили економічне становище вільних селян.
Крім придворних бояр і військової верхівки, деякі бояри («сільські бояри») виникли з села, коли вождь обште (зазвичай званий князем) присягав на вірність господареві і став власником села.

## Феодальна доба
Господар вважався верховним володарем землі і отримував земельну ренту від селян, які також повинні були платити ренту боярину, якому належала земля. Бояри взагалі звільнялися від будь-яких податків і ренти, які мали сплачувати господареві. Бояри мали право на ренту, яка складала відсоток від селянського продукту (спочатку одна десята, звідки й назва dijmă), на додаток до кількості днів неоплачуваної праці (corvée, локально відомі як clacă або robotă).
Проте не всі поміщики, які володіли селами, були боярами, існував інший клас поміщиків без боярського титулу, які називалися cneji або judeci у Валахії та nemeși у Молдові. Однак вони не були звільнені від податків, як бояри. Вищі бояри (у Валахії відомі як властеліни) повинні були постачати господареві кількість дружинників, пропорційну кількості сіл, якими вони володіли.
Деякі бояри були придворними, посада називалася dregătorie, а інші були боярами без функції. До важливих посад при дворі, які займали бояри, входили вістір (скарбник), стольник (пантлер), ворник (консьєрж) і логофет (канцлер). Якщо на початку двірські службовці не мали значення і часто вони навіть не були боярами, то з часом бояри почали бажати функцій, щоб брати участь в управлінні країною, а також для отримання доходів, які були притаманні кожній функції.
Хоча епоху часто називають «феодальною» в румунській історіографії, існували деякі великі відмінності між статусом західних феодалів і статусом румунських бояр. У той час як у Валахії та Молдавії, як і на Заході, існувала ієрархія, баланс влади був спрямований на господаря, якому були піддані всі і який мав владу понизити навіть найбагатшого боярина, конфіскувати його багатство або навіть обезголовити його. Однак влада для виборів господаря була в руках великих боярських родин, які створювали групи та союзи, що часто призводило до безладу та нестабільності.

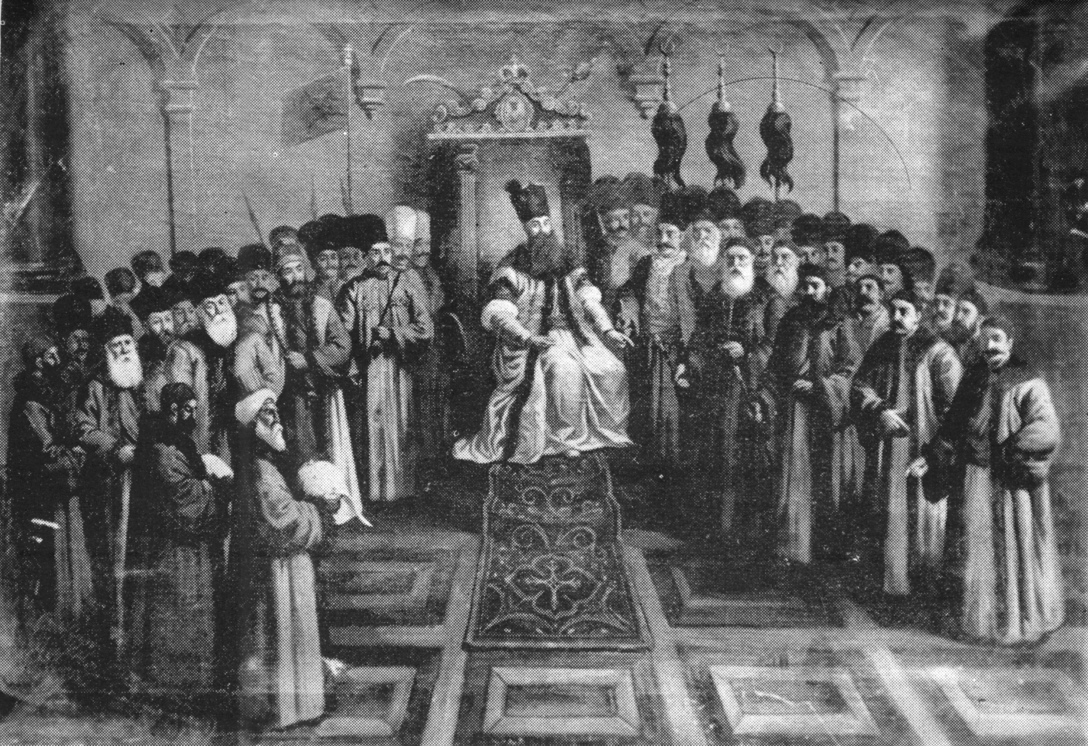
Господар Ніколас Мавроген і боярська рада

## Епоха фанаріотів

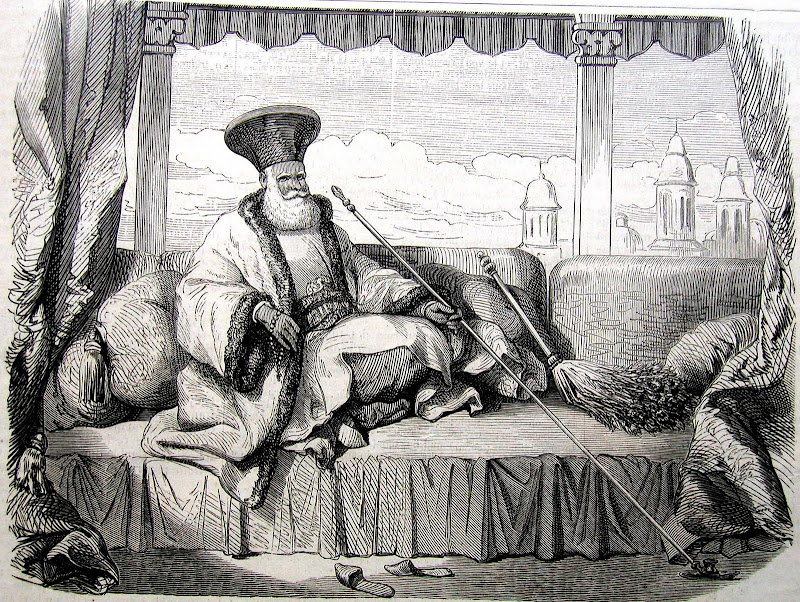
Боярин Йордаке Філіпеску, одягнений у фанаріотський боярський одяг, сидить на дивані

Після встановлення фанаріотського режиму в Молдавії (1711 р.) та Валахії (1716 р.) багато боярського стану було створено з константинопольських греків, які належали до фанаріотських клієнтів, які стали чиновниками та були асимільовані до боярського класу або місцевих жителів, які купили їхні титули. Приїжджаючи до Бухареста чи Ясси, нові фанаріотські господарі приїжджали з грецькою свитою, яка отримувала найважливіші офіційні посади; багато з цих греків одружилися з місцевими боярськими родинами. Для зміцнення свого становища в волоському та молдавському боярському стані урядовцям дозволялося зберігати боярський титул після закінчення повноважень.
Офіційні функції, які традиційно надавалися на рік, часто купувалися за гроші як інвестиції, оскільки посади часто давали великі доходи. Хоча офіційні функції часто надавалися як румунам, так і грекам, був виняток: протягом епохи фанаріотів скарбниками були переважно місцеві бояри, оскільки вони були більш компетентними у зборі податків. Коли нащадки боярина не могли отримати навіть найнижчої посади, вони ставали «занепалими боярами» (мазилами), які все ж зберігали деякі фіскальні привілеї.
Багато з новопоставлених місцевих бояр були заможними купцями, які платили, щоб стати боярами, в деяких випадках навіть були змушені господарем стати боярами (і таким чином платити господареві певну суму). Князівські двори в Бухаресті та Яссах вели титульні реєстри, які включали список усіх бояр (відомий як Архондологія). Оскільки господар хотів максимізувати свій дохід, то в його інтересах було створити якомога більше бояр (і отримувати гроші від кожного), що призвело до інфляції боярства.
Економічною основою стану бояр було землеволодіння: до XVIII століття їм належало більше половини земель Валахії та Молдавії. Наприклад, за переписом населення Молдавії 1803 р. із 1711 сіл і містечок боярам належало 927. Розпочатий у феодальну добу процес відбирання боярами майна у вільних селян у цей період продовжувався і прискорювався.
Бояри носили одяг, подібні до одягу турецької знаті, з тією різницею, що замість тюрбана більшість носили дуже великий кавпак. Представниці боярського стану також носили турецький костюм. Багато бояр використовували великі суми грошей для показного споживання, особливо розкішного одягу, а також для карет, прикрас та меблів. Розкіш життя бояр сильно контрастувала не тільки з убогістю румунських сіл, але й із загальним виглядом столиць, цей контраст вражав іноземців, які відвідували князівства. У першому десятилітті ХІХ століття представники боярського стану почали приймати західну моду: у липні 1806 року дружина господаря в Яссах Сафта Іпсіланті прийняла дружину французького консула, і була одягнену за французькою модою. Проте бояри-чоловіки змінили свій костюм на західну моду лише в 1840-х роках.
Відкриття до Західної Європи означало, що бояри перейняли західні звичаї, а витрати на розкіш зросли. Якщо більші бояри могли собі дозволити ці витрати за рахунок посилення експлуатації своїх володінь (і селян, які на них працювали), то багато дрібніших бояр були ними розорені.

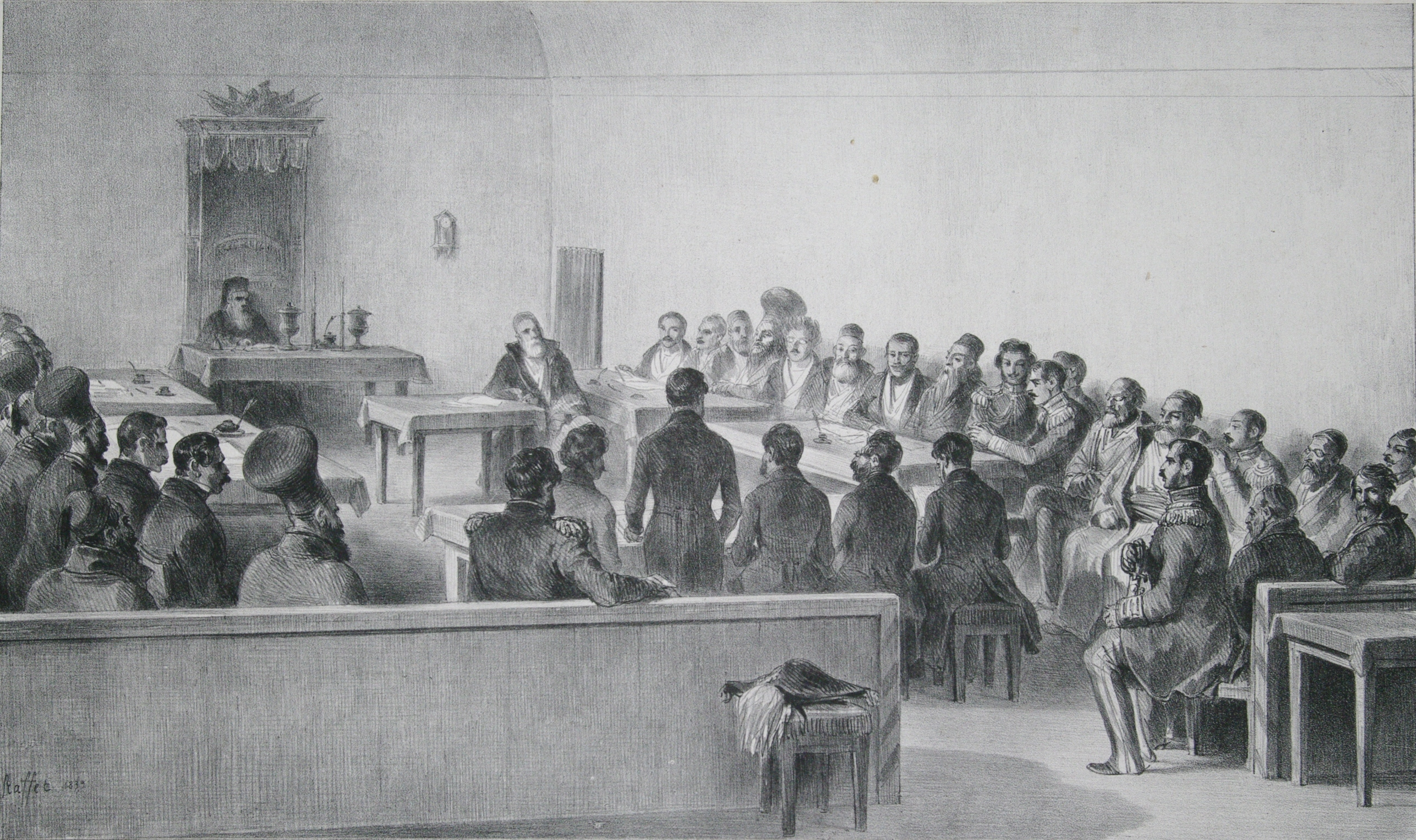
Громадські збори бояр, 1837 рік

## Революція 1848 року

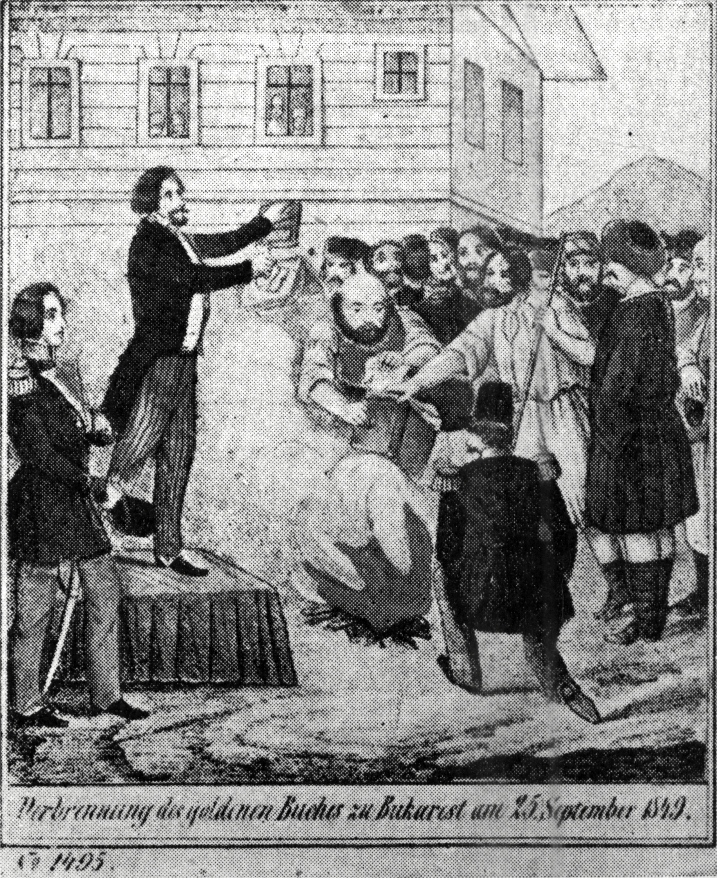
Спалення Regulamentul Organic і реєстру боярських чинів під час революції 1848 р.

## Модерна Румунія
З середини ХІХ століття слово «боярин» починає втрачати значення «шляхтич» і означати просто «великий землевласник». Конституція Кузи (відома як Статут) 1864 року позбавила бояр юридичних привілеїв, і титули офіційно зникли, але завдяки своїм багатствам вони зберегли свій економічний і політичний вплив, зокрема через виборчу систему переписного виборчого права. Частина нижчих бояр приєдналася до торгово-промислового міщанства.
Ряд 2000 великих землевласників володів понад 3 млн га, або близько 38 % всієї орної землі. Більшість цих бояр уже не брали участі в управлінні своїми маєтками, а жили в Бухаресті або в Західній Європі (зокрема у Франції, Італії та Швейцарії). Вони здавали свої маєтки в оренду за фіксовану суму арендасі (орендарям). Багато бояр опинились у матеріальній скруті; багато їхніх маєтків було закладено. Відсутність інтересу до землеробства та своїх володінь призвела до розпаду боярського стану.

## Спадщина
Рух навколо журналу Sămănătorul оплакував зникнення боярського стану, але не виступав за його повернення. Історик Ніколае Йорга бачив цю систему не як егоїстичну експлуатацію селян боярами, а радше як рудиментарну демократію. З іншого боку політичного спектру, марксистський мислитель Костянтин Добруджану-Ґеря вважав, що реформи зайшли недостатньо далеко, стверджуючи, що стан селян був неокріпосницьким.